# Гнилушка (притока Сіверського Дінця)
Гнилу́шка — річка в Печенізькому районі Харківської області. Ліва притока Сіверського Дінця.

## Опис
Довжина річки приблизно 12 км. Формується з багатьох безіменних струмків та 2 невеликих водойм. Площа басейну 39,8 км². На деяких ділянках пересихає.

## Розташування
Гнилушка бере початок на південно-західній стороні від села Борщова. Тече по балці Гнилушка на південний захід і на південно-східній стороні від села Мартове впадає в річку Сіверський Донець (Печенізьке водосховище).